# Astronomia delle onde gravitazionali

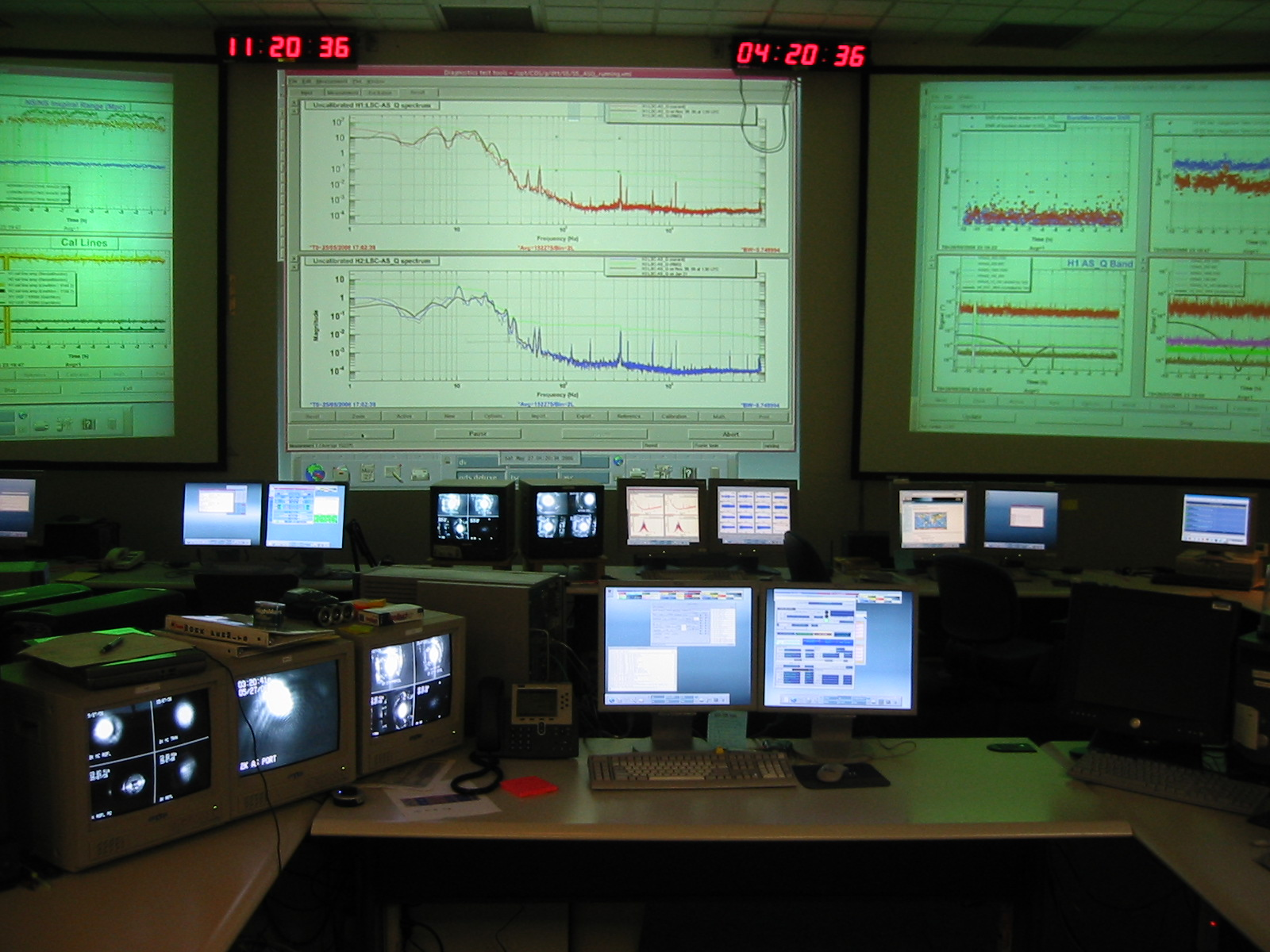
La camera di controllo dell'interferometro LIGO, specializzato nella rilevazione delle onde gravitazionali.

L'astronomia delle onde gravitazionali è una branca emergente dell'astronomia osservativa e dell'astrofisica che si propone di utilizzare le onde gravitazionali (piccole distorsioni dello spazio-tempo predette dalla teoria della relatività generale) per raccogliere dati osservativi su oggetti (come stelle di neutroni o buchi neri) o eventi (come le esplosioni delle supernovae) dell'universo attuale e per indagare sull'universo primordiale poco dopo il Big Bang.
L'11 febbraio 2016 è stata annunciata la prima rivelazione diretta di onde gravitazionali, il che fa assurgere questa disciplina a concreta realtà. Nonostante quest'area di ricerca sia ancora in una fase di sviluppo, la comunità astronomica confida nel fatto che evolverà rapidamente fino a diventare una componente stabile dell'astronomia multi-messaggio (multi-messenger, ovvero che coniuga l'indagine elettromagnetica a quella non strettamente tale – astronomia dei neutrini ecc. –) del XXI secolo.
Questo ramo astronomico si serve come strumenti di indagine sia di apparecchiature installate sulla Terra (come il LIGO e il VIRGO) sia di strumenti spaziali (come il LISA). Ci si attende che i rivelatori terrestri siano in grado di raccogliere nuove informazioni in merito alla fase di spiraleggiamento e alla conseguente fusione di una binaria costituita da due buchi neri di massa stellare (dato conseguito appunto con la prima rivelazione di onde gravitazionali, annunciata l'11 febbraio 2016) oppure da un buco nero e da una stella di neutroni (considerato uno dei meccanismi di formazione di alcuni gamma ray burst), così come ricevere segnali emessi da supernovae di tipo II o da sorgenti periodiche come le pulsar. Se si rivelasse vera l'ipotesi di alcune tipologie di transizioni di fase o esplosioni da annodamento di lunghe stringhe cosmiche avvenute nei primissimi periodi dell'universo (ad un tempo di circa 10−25 secondi), esse sarebbero allo stesso modo rilevabili. Le apparecchiature spaziali sarebbero in grado di individuare invece altri oggetti come nane bianche binarie e le variabili AM CVn, e di osservare la fusione di due buchi neri supermassicci ed i piccoli oggetti (da 1 a 1000 M⊙) che spiraleggiano al loro interno. Gli strumenti spaziali sono in grado di percepire gli stessi segnali dell'universo primordiale ricevuti dagli strumenti di terra, ma sono in grado di ricevere anche le frequenze più piccole in virtù della loro maggiore sensibilità.